# شوغاركريك (أوهايو)
شوغاركريك، أوهايو

شوغاركريك (بالإنجليزية: Sugarcreek)‏ هي مدينة أمريكية تقع في ولاية أوهايو. تبلغ مساحة هذه المدينة 9.8 (كم²)،ويبلغ عدد سكانها 2174 نسمة حسب إحصاء سنة 2010 م 2174.تشير إحصاءات سنة 2000م بأن الكثافة السكانية في هذه المدينة تقدر بـ(220.9) نسمة/كم2 

## التركيبة السكانية
قام مكتب تعداد الولايات المتحدة بتحديد بيانات التركيبة السكانية لشوغاركريك في تعداد الولايات المتحدة. في ما يلي، التركيبة السكانية حسب تعدادي 2000 و2010.

### تعداد عام 2000
بلغ عدد سكان شوغاركريك 2,174 نسمة بحسب تعداد عام 2000، وبلغ عدد الأسر 873 أسرة وعدد العائلات 639 عائلة مقيمة في القرية. في حين سجلت الكثافة السكانية 572.2 نسمة لكل ميل مربع (220.9/كم2). وبلغ عدد الوحدات السكنية 923 وحدة بمتوسط كثافة قدره 242.9 نسمة لكل ميل مربع (93.8/كم2).
وتوزع التركيب العرقي للقرية بنسبة 99.13% من البيض و 0.05% من الأمريكيين الأصليين و 0.46% من الأمريكيين ذوي الأصول الآسيوية و 0.14% من الأمريكيين الأفارقة و 0.18% من عرقين مختلطين أو أكثر.
بلغ عدد الأسر 873 أسرة كانت نسبة 33.4% منها لديها أطفال تحت سن الثامنة عشر تعيش معهم، وبلغت نسبة الأزواج القاطنين مع بعضهم البعض 66.0% من أصل المجموع الكلي للأسر، ونسبة 4.9% من الأسر كان لديها معيلات من الإناث دون وجود شريك، وكانت نسبة 26.8% من غير العائلات. تألفت نسبة 25.5% من أصل جميع الأسر من أفراد ونسبة 15.0% كانوا يعيش معهم شخص وحيد يبلغ من العمر 65 عاماً فما فوق. وبلغ متوسط حجم الأسرة المعيشية 3.00، أما متوسط حجم العائلات فبلغ 2.49.
بلغ العمر الوسطي للسكان 38 عاماً. وكانت نسبة 25.2% من القاطنين تحت سن الثامنة عشر، وكانت نسبة 8.7% بين الثامنة عشر والأربعة وعشرون عاماً، ونسبة 27.0% كانت واقعةً في الفئة العمرية ما بين الخامسة والعشرون حتى والأربعة وأربعون عاماً، ونسبة 21.2% كانت ما بين الخامسة والأربعون حتى الرابعة والستون، ونسبة 17.8% كانت ضمن فئة الخامسة والستون عاماً فما فوق.
بلغ متوسط دخل الأسرة في القرية 36,360 دولار، أما متوسط دخل العائلة فبلغ 43,707 دولار. وكان متوسط دخل الذكور 32,068 دولار مقابل 19,792 دولار للإناث. وسجل دخل الفرد الخاص بالقرية 16,107 دولار. وكانت نسبة 6.8% من العائلات ونسبة 7.2% من السكان تحت خط الفقر، وكان من هؤلاء نسبة 9.3% تحت سن الثامنة عشر ونسبة 10.2% في الخامسة والستين من العمر وما فوق.

### تعداد عام 2010
بلغ عدد سكان شوغاركريك 2,220 نسمة بحسب تعداد عام 2010، وبلغ عدد الأسر 904 أسرة وعدد العائلات 652 عائلة مقيمة في القرية. في حين سجلت الكثافة السكانية 585.8 نسمة لكل ميل مربع (226.2/كم2). وبلغ عدد الوحدات السكنية 967 وحدة بمتوسط كثافة قدره 255.1 لكل ميل مربع (98.5/كم2).
وتوزع التركيب العرقي للقرية بنسبة 97.8% من البيض و 0.1% من الأمريكيين الأصليين و 0.1% من الأمريكيين ذوي الأصول الآسيوية و 0.1% من الأمريكيين الأفارقة و 1.2% من عرقين مختلطين أو أكثر.
بلغ عدد الأسر 904 أسرة كانت نسبة 28.8% منها لديها أطفال تحت سن الثامنة عشر تعيش معهم، وبلغت نسبة الأزواج القاطنين مع بعضهم البعض 62.2% من أصل المجموع الكلي للأسر، ونسبة 6.2% من الأسر كان لديها معيلات من الإناث دون وجود شريك، بينما كانت نسبة 3.8% من الأسر لديها معيلون من الذكور دون وجود شريكة وكانت نسبة 27.9% من غير العائلات. تألفت نسبة 25.9% من أصل جميع الأسر من أفراد ونسبة 12.9% كانوا يعيش معهم شخص وحيد يبلغ من العمر 65 عاماً فما فوق. وبلغ متوسط حجم الأسرة المعيشية 2.95، أما متوسط حجم العائلات فبلغ 2.46.
بلغ العمر الوسطي للسكان 40 عاماً. وكانت نسبة 22.3% من القاطنين تحت سن الثامنة عشر، وكانت نسبة 8.5% بين الثامنة عشر والأربعة وعشرون عاماً، ونسبة 25% كانت واقعةً في الفئة العمرية ما بين الخامسة والعشرون حتى والأربعة وأربعون عاماً، ونسبة 26.2% كانت ما بين الخامسة والأربعون حتى الرابعة والستون، ونسبة 17.9% كانت ضمن فئة الخامسة والستون عاماً فما فوق. وتوزع التركيب الجنسي للسكان بنسبة 49.6% ذكور و50.4% إناث.